# Jaderná elektrárna Durrës
Jaderná elektrárna Durrës (albánsky Centrali Bërthamor i Durrësit) byla plánovaná jaderná elektrárna v Albánii. Nacházet se měla poblíž města Skadar na břeku Skadarského jezera. Po zastavení plánů v roce 2016 však země zůstala otevřená návrhu na výstavbu jaderné elektrárny v budoucnu. Elektrárna měla disponovat jedním 1500 MW jaderným reaktorem.

## Historie a technické informace

### Počátky
Kvůli odstavení čtyř bloků jaderné elektrárny Kozloduj v letech 2002 a 2006 jako podmínka pro vstup Bulharska do EU, suchým létům a nedostatku vody ve vodních elektrárnách navrhla v roce 2007 vláda Albánie vybudování jaderné elektrárny, která by mohla energetický problém vyřešit a přebytky elektřiny exportovat do sousedních zemí a Itálie. Premiér Sali Beriša na italsko-albánské obchodní konferenci v Tiraně řekl, že „naším hlavním cílem je udělat z Albánie energetickou velmoc v regionu“. Řekl, že vyzval právní experty, aby „připravili právní rámec“ pro zavedení jaderné energie v Albánii. Dodal: „Jsem přesvědčen, že jaderná energie je nejstabilnější a nejčistší druh energie.“ Podle něj měla výstavba přivolat spoustu potenciálních partnerů.
Zvolená lokalikta u města Skadar (albánsky Shkodër), 10 kilometrů od hranic s Černou Horou se zdála být vhodná díky možnosti exportu elektřiny do Černé Hory. Původně bylo zvažováno zapojit do projektu Černou Horu a Bosnu a Hercegovinu, ale později se ukázalo, že Černá Hora se ve skutečnosti staví proti projektu a jadernou elektrárnu ve své blízkosti nechce. Později byla navázána spolupráce s Chorvatskem, které projekt výstavby jaderné elektrárny podporovalo. Plán způsobil v Černé Hoře neshody, ale tamní premiér Milo Đukanović řekl, že bude dost času na projednání záležitostí, které jsou s plánem spojeny. Potenciální výstavba také způsobila odpor v Řecku.

### Havárie elektrárny Fukušima Dajiči
Po havárii japonské jaderné elektrárny Fukušima I. byl projekt pozdržen. Vznikly totiž pochybnosti o bezpečnosti regionu, jelikož oblast kolem Skadarského jezera je známá svou tektonickou aktivitou, která by mohla představovat potenciální riziko při provozu jaderné elektrárny. Z tohoto důvodu byl projekt pozdržen a vznikl nápad na výběr jiného místa.

### Zastavení projektu
V roce 2016 byl projekt výstavby jaderné elektrárny u hranic s Černou Horou zastaven na dobu neurčitou. V první řadě šlo o obavy z možného zemětřesení, dále by byl projekt příliš kapitálově náročný, odhadovaná cena na jeden 1500 MW reaktor činila 5,3 miliardy amerických dolarů.
Zastavení projektu však nemá žádný vliv na potenciální budoucí výstavbu jaderné elektrárny, které je Albánie stále otevřená.

## Informace o reaktorech
| Reaktor  | Typ reaktoru | Výkon | Výkon   | Zahájení výstavby               | Připojení k síti                | Uvedení do provozu              | Uzavření |
| Reaktor  | Typ reaktoru | Čistý | Hrubý   | Zahájení výstavby               | Připojení k síti                | Uvedení do provozu              | Uzavření |
| -------- | ------------ | ----- | ------- | ------------------------------- | ------------------------------- | ------------------------------- | -------- |
| Durrës-1 |              |       | 1500 MW | Plánování zastaveno v roce 2016 | Plánování zastaveno v roce 2016 | Plánování zastaveno v roce 2016 |          |